# Adolfo Gonzales Chaves
Pour les articles homonymes, voir Chaves.
Adolfo Gonzales Chaves ou Chaves est une ville dans la province de Buenos Aires, chef-lieu du partido d'Adolfo Gonzales Chaves, en Argentine.

## Géographie
Adolfo Gonzales Chaves se situe à 410 km au sud-ouest de Buenos Aires. Son territoire urbanisé forme un rectangle. Aucun cours d'eau ne traverse Adolfo Gonzales Chaves, mais on trouve de nombreuses lagunes autour de la ville.

### Transports
La ville est reliée à Benito Juárez et Tres Arroyos par la route nationale 3, villes avec lesquelles elle tient une liaison ferroviaire par le Chemin de fer General Roca (ligne Tandil-Tres Arroyos-Coronel Dorrego-Bahía Blanca), cependant la gare ne propose plus que des services de fret. De plus, Adolfo Gonzales Chaves communique aussi avec San Cayetano et Laprida via la route provinciale 75.

## Toponymie
La ville est nommée en l'honneur d'Adolfo Gonzales Chaves, vice-gouverneur de la province de Buenos Aires entre 1881 et 1884. Ce dernier fit don de ses terres dans la région pour établir une gare éponyme. 

## Histoire
Avant la seconde moitié du XIXe siècle, le territoire actuel du partido n'était pas habité. En 1870, l'homme politique argentin Adolfo Gonzales Chaves construit une estancia dans la région, appelée La Etelvina. En 1886, il fait don de terres pour étendre la ligne de chemin de fer reliant Tandil et Benito Juárez jusqu'à Tres Arroyos et établir une gare au kilomètre 528, qui prit son nom. Elle fut inaugurée le 1er avril 1886. Le  20 juin 1906, la ville fut fondée, et en 1916, le partido d'Adolfo Gonzales Chaves et la ville furent reconnus par la province de Buenos Aires (loi provinciale no 3632). Le 28 octobre 1960, la localité d'Adolfo Gonzales Chaves est déclarée ville.

## Population et société
Adolfo Gonzales Chaves comptait 9 066 habitants en 2010.
On trouve un hôpital à Adolfo Gonzales Chaves, l'hôpital Anita Eliçagaray. La ville dispose aussi de cinq écoles, une église catholique placée sous le vocable de l'Inmaculada Concepción (Immaculée Conception), ainsi qu'une chapelle catholique placée sous le vocable de Nuestra Señora de Fátima (Notre-Dame de Fátima) située dans la partie ouest de la ville.

## Économie
Étant une ville rurale, Adolfo Gonzales Chaves possède une économie basée sur l'agriculture, particulièrement la production de graines.

## Sports

### Football
On trouve plusieurs clubs à Adolfo Gonzales Chaves, chacun ayant son propre terrain de football : 
- Club Atlético San Martín, dont le terrain se trouve au centre-est de la ville ;
- Club Huracán, spécialisé dans le cyclisme, mais disposant d'un terrain au sud de la ville ;
- Club Deportivo Independencia, dont le terrain est au centre-ouest de la ville.

### Vol à voile
Adolfo Gonzales Chaves a été désignée plusieurs fois « capitale nationale du vol à voile ». Et pour cause : le premier championnat de vol à voile d'Amérique du Sud y a eu lieu en 2008. On trouve deux clubs de vol à voile à Adolfo Gonzales Chaves.

## Culture et loisirs
On trouve une bibliothèque et deux musées à Adolfo Gonzales Chaves :
- Musée Historique Privé Adolfo Gonzáles Chaves, exposant des documents sur la fondation du partido et de la ville, ancienne estancia d'Adolfo Gonzales Chaves ;
- Musée Municipal d'Arts Plastiques Benito Quinquela Martin, exposant peintures et sculptures.

## Lieux et monuments
- Palais Municipal (ou Edificio Municipal), réalisé par l'architecte Francisco Salamone.
- Église de l'Inmaculada Concepción (Immaculée Conception).

## Personnalités
- Juan Sasturain (1945-), présentateur de télévision, journaliste, scénariste de bande dessinée et écrivain.
- Lilián Saba (1961-), pianiste, compositeur et professeur.
- Mario David (1930-2001), scénariste et réalisateur.
- Maria Elena Lleral, (décédée en 2019), artiste